# Edward Marsh Merewether
Edward Marsh Merewether (1858-1938) foi um administrador colonial do Império Britânico. Atuou no serviço civil nos Estabelecimentos dos Estreitos (um antiga colônia britânica ao sul e oeste da costa da península da Malásia, incluindo Singapura, Malaca e Penangue), foi capturado pelos alemães na I Guerra Mundial e depois governador e comandante-em-chefe de Serra Leoa.